# Galerie Gimpel & Müller
La galerie Gimpel & Müller est une galerie parisienne d'art contemporain située aujourd’hui 12 rue Guénégaud, dans le quartier Saint-Germain-des-Prés, et spécialisée dans les abstractions géométriques et lyriques — art concret-art construit — et le cinétisme.

## Historique
Dans les années 1990, Karin et Berthold Müller organisent au château de Courtry, en région parisienne, des expositions et des concerts. Berthold Müller est un passionné d’art moderne : il apprécie jusque-là les figuratifs de la première école de Paris. Karin Müller est la fille d’un critique d’art norvégien, Karl Ringström, qui initie Berthold aux abstractions d'après-guerre.
À cette époque, les Müller, au contact des galeries parisiennes, deviennent membres de l’association Repères-Paris qui défend l’« art concret- construit ». Pendant six étés, ils accueillent alors des expositions d’artistes de cette association présidée par Eva-Maria Fruhtrunk.
En 1999, ils s'installent dans le Sud-Ouest, où ils ouvrent la Galerie 17 à Salies-de-Béarn. Leur première exposition est consacrée au cinétique vénézuélien Carlos Cruz-Díez. La galerie étend très vite sa renommée jusqu'à Toulouse, Bordeaux et tout le grand Sud-Ouest.
Du 14 février au 19 mars 2013, la galerie donne carte blanche à Jacques Bouzerand pour créer une exposition autour de quatre artistes : Jean Rédoulès, André Nouyrit, Alain-Jacques Lévrier-Mussat, Denise Samson-Dissès.

### L'association avec René Gimpel
Karin Müller organise à Salies de Béarn, en juin 2005, un colloque-hommage à Jean-Paul Sartre (avec Michel Rybalka). Au colloque Sartre de Cerisy, qui fait suite, elle rencontre un galeriste londonien, René Gimpel, directeur de la galerie Gimpel fils.
Son grand-père, René Gimpel senior, mort en déportation en 1945, célèbre galeriste, a laissé le Journal d’un collectionneur et marchand de tableaux, publié en 1963 par son fils Jean. Cet ami de Marcel Proust collectionnait et vendait, à Paris et à New York, Chardin, Fragonard, Corot, Cézanne, Renoir, Monet…
Au sortir de la guerre, en 1946, ses fils Charles et Pierre ouvrent, à Londres, la galerie Gimpel fils qui défendra, entre autres, Barbara Hepworth, Henry Moore, Anthony Caro, Lynn Chadwick, Alan Davie...
René Gimpel, quatrième génération de cette lignée de galeristes, et Berthold Müller ainsi que son fils Gabriel Müller s'associent et ouvrent en octobre 2007 à Paris la galerie Gimpel & Müller faisant suite à une tradition d'associations.

### Un programme Paris-Londres
La galerie Gimpel & Müller ouvre avec une exposition de groupe annonçant ce programme mixte. Elle est suivie d’une première exposition personnelle en hommage à Léon Zack, disparu en 1980.
Suivront les expositions Guy de Lussigny, Eve Gramatzki, Hans Steinbrenner, Klaus Staudt, Jan Meyer-Rogge, Irène Zack, Friedhelm Tschentscher, Knut Navrot — un jeune artiste que le FNAC et le musée de Mouans-Sartoux ajoutent à leurs collections et qui fait l’objet d’une publication.
En 2010, la galerie propose une exposition des toiles d’Antoine de Margerie, disparu en 2005, à l’occasion de la sortie d’une importante monographie et, en 2011, de Garry Fabian Miller.
Après les expositions personnelles organisées par Gimpel & Müller pour Alan Davie, Albert Irvin, deux des artistes historiques de Gimpel fils, René Gimpel et Berthold Müller programmeront sept expositions communes à partir de 2011. Ainsi Norman Dilworth pour ses 80 ans et Guy de Lussigny seront également exposés chez Gimpel fils dans la grande galerie et Eve Gramatzki, Knut Navrot, Madé, Klaus Staudt, Robert Currie dans la petite galerie.

## Autres activités
Des concerts (Madeleine Malraux, notamment), des tables rondes (Jean Lacouture, Olivier Todd, Dominique Desanti...), des lectures Marie-Christine Barrault, François Marthouret...) sont organisées régulièrement dans la galerie parisienne.